# Azione teatrale
Azione teatrale ist eine Gattung des Musiktheaters, welche im späten 17. und 18. Jahrhundert besonders in Italien populär war. Sie wird auch als azione scenica, componimento dramatico oder componimento da camera bezeichnet.
Die Azione teatrale ist eine zumeist einaktige Oper. sie wurden eher in privaten Rahmen, wie etwa in den Theatern der Adeligen aufgeführt und war insofern eine frühe Form der Kammeroper. Die Stoffe waren meist historischer oder mythologischer Natur. Eine ähnliche, aber umfangreichere Komposition dieser Art wurde als Festa teatrale bezeichnet (z. B.: W. A. Mozarts Ascanio in Alba von 1771). Die übergreifende Gattungsbezeichnung dieser beiden Formen lautet Serenata.
Einige als Azione teatrale bezeichnete Werke sind:
- Christoph Willibald Gluck: Le cinesi (1754)
- Christoph Willibald Gluck: Orfeo ed Euridice (1762)
- Wolfgang Amadeus Mozart: Il sogno di Scipione (1772)
- Joseph Haydn: L’isola disabitata (1779)